# Guardianes de la Galaxia (equipo de 2008)
Los Guardianes de la Galaxia son un equipo de superhéroes espaciales ficticios que aparece en cómics estadounidenses publicados por Marvel Comics. Aparecieron por primera vez en Aniquilación: Conquista # 6 (abril de 2008). Dan Abnett y Andy Lanning formaron el equipo de personajes existentes y anteriormente no relacionados creados por una variedad de escritores y artistas, con una lista inicial de Star-Lord, Rocket Raccoon, Phyla-Vell, Adam Warlock, Gamora, Drax el Destructor, Groot y más.
Los Guardianes han aparecido en múltiples medios, una película basada en este equipo titulada Guardianes de la Galaxia, se estrenó en agosto de 2014. La secuela, titulada Guardianes de la Galaxia vol. 2, fue lanzada en 2017, también aparecieron en Avengers: Infinity War (2018), un cameo en Ralph Breaks the Internet (2018), Avengers: Endgame (2019), Thor: Love and Thunder (2022), en Disney+ The Guardians of the Galaxy Holiday Special (2022) y en la próxima secuela Guardianes de la Galaxia vol. 3 (2023), todas ambientadas en el Universo cinematográfico de Marvel (UCM). Este equipo de Guardianes es el segundo en operar bajo el nombre, siguiendo el equipo original creado por Arnold Drake, Gene Colan y Stan Lee en 1969.

## Historial de publicaciones
El segundo volumen del título fue publicado en mayo de 2008, escrito por Dan Abnett y Andy Lanning y presentó un nuevo equipo de personajes de la historia de Aniquilación: Conquista.
El trabajo de Abnett y Lanning en la historia de Aniquilación: Conquista sentó las bases para el nuevo libro de Guardianes de la Galaxia que habían estado deseando lanzar por algún tiempo. El editor Bill Rosemann, que también había editado Annihilation: Conquest, proporcionó más antecedentes: "A medida que la planificación de Annihilation: Conquest se unió, se nos ocurrió que, si las cosas iban bien, habría un grupo de personajes de pie quien haría un equipo muy interesante y divertido". También brindó la motivación que el equipo necesitaría, ya que "justo después de dos guerras consecutivas, salieron para evitar que nuevos desastres de tamaño de aniquilación estallen".
El título corría paralelo con Nova vol. 4, que también fue escrito por Abnett y Lanning. Los dos cruzaron en las historias "War of Kings" y "Realm of Kings". Paul Pelletier dibujó los primeros siete números. Brad Walker y Wes Craig alternaron las tareas de dibujo del n.º 8 al n.º 25
El libro fue cancelado en abril de 2010 con el número 25. Algunos hilos argumentales se concluyeron en The Thanos Imperative 1-6 y sus dos one-shots (mayo de 2010 - enero de 2011).
El equipo apareció reensamblado en Avengers Assemble # 4-8 (junio-octubre de 2012).
Apareció en una nueva serie para Marvel NOW! comenzando con el número 0.1 escrito por Brian Michael Bendis y dibujado por Steve McNiven. Además de los Guardianes anteriores, Iron Man también se unió al equipo. Cuestiones posteriores de la serie vieron a Angela, Agente Venom, y Capitána Marvel unirse. Con el éxito de la adaptación cinematográfica, también se crearon libros spinoff como títulos solistas con Star-Lord, Rocket Raccoon, y Groot.
Guardians of the Galaxy se relanzó como parte de la iniciativa All-New, All-Different Marvel con Brian Michael Bendis y Valerio Schiti regresando como escritor y artista, respectivamente. La serie ve a Peter Quill y Gamora dejando el equipo, y Rocket convirtiéndose en el líder autoproclamado del nuevo equipo, también se agregaron dos nuevos personajes al equipo. Kitty Pryde (tomando el manto de Star-Lord) y la Cosa. Como parte de la iniciativa All-New, All-Different Marvel, todos los actores de la película Guardians obtendrán su propia serie en solitario. Star-Lord continuará como una serie en solitario escrita por Sam Humphries, mientras que Rocket Raccoon y Groot se unirán para formar una serie de dúo escrita por Skottie Young. Drax y Gamora también recibieron su propia serie en solitario escrita por el luchador de UFC CM Punk y Nicole Perlman, respectivamente.

## Historia del equipo
A raíz de la Invasión Phalanx de los Kree, Star-Lord decide formar un equipo de héroes interestelares que sean proactivos al proteger la galaxia, en lugar de reaccionar a las crisis a medida que ocurren. Con este fin recluta a Adam Warlock, Drax el Destructor, Gamora, Phyla-Vell (la nueva Quasar), Rocket Raccoon, y Groot, con Mantis como apoyo. Por recomendación de su aliado, Nova, el grupo establece una base de operaciones en la estación espacial Knowhere, la cual posee un sistema de teletransportación con un rango casi universal. Un inteligente perro telepático llamado Cosmo el perro espacial, es el jefe de seguridad de Knowhere, y trabaja en estrecha colaboración con el nuevo equipo. Después de un enfrentamiento con la Iglesia Universal de la Verdad, el equipo conoce a un hombre semi-amnésico que es identificado como Vance Astro (Major Victory), un miembro de los Guardianes de la Galaxia originales. La declaración de Astro inspira el equipo a adoptar el nombre de los "Guardianes de la Galaxia", para sí mismos. Cuando el equipo se entera de que Star-Lord dirigió a Mantis para obligar telepáticamente a los héroes a unirse al equipo, se disuelven.
Rocket Raccoon decidió continuar la misión de Star-Lord y comenzó la búsqueda de los miembros desaparecidos. Su nuevo equipo incluye Bug, Mantis, Major Victory y Groot, que está completamente renovado.
Mientras tanto, Star-Lord fue desterrado a la Zona Negativa por Ronan el Acusador, debido a sus acciones durante el intento de conquista de los Phalanx hacia el Imperio Kree. Allí, él se encuentra en medio de la lucha del Rey Blastaar para entrar en la 42 y utilizar su portal para invadir la Tierra. Star-Lord se alía con Jack Flag para defender la prisión y contactar a los otros Guardianes. El nuevo equipo de Rocket tiene éxito en regresarlos de vuelta, y Flag se convierte en un Guardián.
En otro lugar, Drax y Phyla comienzan a buscar a Cammi, pero en su búsqueda hablan con un vidente que les dice que una guerra se aproxima. Phyla fue capaz de despertar a Dragón Lunar de entre los muertos, pero perdió sus Bandas Quánticas en el proceso. La consecuencia para Phyla, es que ahora es la nueva avatar de la muerte. Ellos volvieron a Knowhere, sin continuar la búsqueda de Cammi.

### War of Kings
Warlock y Gamora regresan e informan al equipo sobre la Guerra de Reyes. Ellos se dividen en tres equipos, uno por cada uno de los Kree y los Shi'ar, con uno permaneciendo en Knowhere para coordinar. El equipo Kree es escuchado por Black Bolt y los Inhumanos, pero su petición de paz es denegada. El equipo Shi'ar es atacado por Vulcan y la Guardia Imperial, llevándolos a aliarse con los Starjammers.
Star-Lord, Mantis, Bug, Jack Flag, y Cosmo son llevados al siglo 31 por los Guardianes de esa época, quienes les advierten de la creación de una ruptura de energía conocida como la Falla, la cual fue construida durante la conclusión de la guerra. Atrapados en el futuro, el equipo de Star-Lord es capaz de enviar un mensaje al Warlock del siglo 21. Warlock es incapaz de detener la creación de la Falla, pero es capaz de contenerlo con un hechizo que una línea temporal estable y que no haya sido utilizada. Warlock escoge la que había borrado previamente, haciendo que se convirtiera en Magus. El equipo de Star-Lord, con la ayuda de Kang el Conquistador, vuelve a este punto en la corriente temporal. Para escapar, Magus finge su muerte, junto con las de Mantis, Cosmo, Major Victory, Martyr (Phyla-Vell) y Gamora.
Martyr es liberada con la ayuda de Maelstrom, y le permite a Mantis llamar telepáticamente a los demás Guardianes para recibir ayuda. Cuando ellos vienen al rescate, Martyr es engañada por Maelstrom en liberar a Thanos. Thanos asesina a Martyr, pero es capturado por los Guardianes y llevado a Knowhere como prisionero.

### The Thanos Imperative
Cuando el universo es invadido por un universo alternativo, conocido como "Cancerverso", al otro lado de la Falla, los Guardianes llevan a Thanos al Cancerverso en un intento de poner fin a la guerra antes de tiempo. En el camino, Drax ataca a Thanos y es asesinado. Ellos finalmente tienen éxito en poner fin a la guerra, pero Thanos queda furioso y promete matar a todos. Junto a Nova, Star-Lord permanece en el Cancerverso, el cual está a punto de colapsar, mientras los otros Guardianes escapan.
Después de la muerte de Star-Lord, los Guardianes se disuelven. Todavía creyendo en su causa, Cosmo recluta a otro equipo, bajo el nombre de "Aniquiladores". Rocket Raccoon y Groot se reúnen y deciden continuar con el legado de los Guardianes, después de que el dúo evitó un accidente en el mundo natal de Rocket, Halfworld.
El nuevo equipo aparece en la Tierra para ayudar a los Vengadores contra Thanos.

### Marvel NOW!
Después de que el padre de Star-Lord lo visita en un bar para decirle que está prohibido para cualquier especie exótica visitar la Tierra, Iron Man es atacado por los Badoon, que planean atacar la Tierra. Para esto, los Guardianes e Iron Man, su nuevo integrante, destruyen la nave. Sin embargo, Londres aún está siendo atacada. Los Guardianes la defienden y acaban con la horda Badoon, pero se enteran de que, debido a que han violado la regla de que "la Tierra está fuera de los límites", también conocida como la Directiva de la Tierra Spartax, tienen que ser arrestados por el Rey de Spartax. Los Guardianes lograron escapar con la ayuda de Groot, quien recientemente había vuelto a crecer después de ser destruido por la explosión de una nave Badoon. El equipo incluye Star-Lord, Drax el Destructor, Gamora, Groot, Rocket Raccoon y Tony Stark. En abril de 2013, se anunció que Angela (Spawn) de Image Comics se uniría al Universo Marvel como resultado de una batalla legal entre Neil Gaiman y Todd McFarlane. Después de aparecer en Age of Ultron, se unió a los Guardianes en noviembre. La Capitána Marvel y el Agente Venom se establecen para unirse al equipo.
Durante la historia de Secret Wars, los Guardianes de la Galaxia toman parte en la incursión entre Tierra-616 y Tierra-1610. Durante la incursión, los Hijos del Mañana matan a Rocket Raccoon y Groot, Star-Lord es teletransportado tratando de idear un plan de respaldo, y Gamora y Drax el Destructor están rodeados y confundidos por los cadáveres de sus camaradas. Durante el conflicto subsiguiente con el destino habilitado por Beyonder, Star-Lord es uno de los supervivientes del universo anterior, pilotando las versiones 616 y Ultimate de Míster Fantástico para montar un asalto final en el castillo de Doom, y revelando que él mantuvo una ramita de Groot en su bolsillo hasta el momento adecuado.
Durante la historia del Imperio Secreto, los Guardianes de la Galaxia ayudan a la Capitána Marvel, los Ultimates, el Programa espacial de Alpha Flight, Hyperion y Quasar a luchar contra la ola Chitauri. El Capitán América, quien recibió un lavado de cerebro para ser un agente durmiente Hydra por el clon de Red Skull usando los poderes de Kobik, activa el Escudo de Defensa Planetario atrapándolos fuera de la Tierra.

## Recepción
La serie debutó con críticas mayormente positivas. El estimado de ventas de mayo de 2008 para la primera edición fue de 39,854 copias, lo que lo convierte en el 61.er título de cómic más vendido ese mes. La primera y segunda emisión se agotaron; han sido reimpresos en una edición recopilada.

## Ediciones recogidas

### Volumen 2
- Hardcover

| Title                | Material recogido                                                      | Páginas     | Fecha de publicación | ISBN          |
| -------------------- | ---------------------------------------------------------------------- | ----------- | -------------------- | ------------- |
| Legacy               | Guardians of the Galaxy Vol. 2 #1-6                                    | 144 páginas | Enero de 2009        | 0-7851-3326-7 |
| War of Kings: Book 1 | Guardians of the Galaxy Vol. 2 #7-12                                   | 144 páginas | Junio de 2009        | 0-7851-3982-6 |
| War of Kings: Book 2 | Guardians of the Galaxy Vol. 2 #13-19 y Marvel Spotlight: War of Kings | 168 páginas | Noviembre de 2009    | 0-7851-4127-8 |
| Realm of Kings       | Guardians of the Galaxy Vol. 2 #20-25                                  | 144 páginas | Julio de 2010        | 0-7851-4543-5 |

- Softcover

| Title                                                                         | Material recogido                                                      | Páginas     | Fecha de publicación | ISBN              |
| ----------------------------------------------------------------------------- | ---------------------------------------------------------------------- | ----------- | -------------------- | ----------------- |
| Legacy                                                                        | Guardians of the Galaxy Vol. 2 #1-6                                    | 144 páginas | Abril de 2009        | 0-7851-3338-0     |
| War of Kings: Book 1                                                          | Guardians of the Galaxy Vol. 2 #7-12                                   | 144 páginas | Octubre de 2009      | 0-7851-3339-9     |
| War of Kings: Book 2                                                          | Guardians of the Galaxy Vol. 2 #13-19 y Marvel Spotlight: War of Kings | 168 páginas | Abril de 2010        | 978-0-7851-4048-1 |
| Realm of Kings                                                                | Guardians of the Galaxy Vol. 2 #20-25                                  | 144 páginas | Noviembre de 2010    | 0-7851-4049-2     |
| Guardians of the Galaxy by Abnett & Lanning: The Complete Collection Volume 1 | Guardians of the Galaxy Vol. 2 #1-12                                   | 296 páginas | Agosto de 2014       | 978-0785190646    |
| Guardians of the Galaxy by Abnett & Lanning: The Complete Collection Volume 2 | Guardians of the Galaxy Vol. 2 #13-25                                  | 312 páginas | Diciembre de 2014    | 978-0785190639    |

### Volumen 3
| Título                                                        | Material recogido | Páginas     | Fecha de publicación | ISBN           |
| ------------------------------------------------------------- | --- | ----------- | -------------------- | -------------- |
| Guardians of the Galaxy Vol. 1: Cosmic Avengers               | Guardians of the Galaxy Vol. 3 #0.1, #1-3; Guardians of the Galaxy: Tomorrow's Avengers #1                                                        | 144 páginas |                      | 978-0785166078 |
| Guardians of the Galaxy Vol. 2: Angela                        | Guardians of the Galaxy Vol. 3 #4-10 | 168 páginas | Febrero de 2014      | 978-0785166085 |
| Guardians of the Galaxy/All-New X-Men: The Trial of Jean Grey | Guardians of the Galaxy Vol. 3 #11-13; All-New X-Men #22-24                                                                                       | 144 páginas | Junio de 2014        | 978-0785166092 |
| Guardians of the Galaxy Vol. 3: Guardians Disassembled        | Guardians of the Galaxy Vol. 3 #14-17; Captain Marvel #1; Amazing Spider-Man #654 (B story); Free Comic Book Day 2014: Guardians of the Galaxy #1 | 160 páginas | Noviembre de 2014    | 978-0785154792 |
| Guardians of the Galaxy Vol. 4: Original Sin                  | Guardians of the Galaxy Vol. 3 #18-23 | 136 páginas | Diciembre de 2014    | 978-0785192459 |
| Guardians of the Galaxy Vol. 5: Through the Looking Glass     | Guardians of the Galaxy Vol. 3 #24-27, Annual #1                                                                                                  | 136 páginas | Abril de 2015        | 978-0785197386 |

### Equipo de Guardianes
| Título                                       | Material recogido                                | Páginas     | Fecha de publicación | ISBN           |
| -------------------------------------------- | ------------------------------------------------ | ----------- | -------------------- | -------------- |
| Guardians Team-Up Vol. 1: Guardians Assemble | Guardians Team-Up #1-5, Tails of Pet-Avengers #1 | 144 páginas | Noviembre de 2015    | 978-0785197140 |
| Guardians Team-Up Vol. 2: Unlikely Story     | Guardians Team-Up #6-10, Deadpool Team-Up #883   | 136 páginas | Febrero de 2016      | 978-0785199113 |

### Secret Wars
| Título                  | Material recogido                                                                                           | Páginas     | Fecha de publicación | ISBN           |
| ----------------------- | --- | ----------- | -------------------- | -------------- |
| Guardians of Knowhere   | Guardians of Knowhere #1-4 y New Avengers: Illuminati (2007) #3                                             | 120 páginas | Diciembre de 2015    | 978-0785198444 |
| Star-Lord & Kitty Pride | Star-Lord & Kitty Pride #1-3, Generation Next #1 y Guardians of the Galaxy & X-Men: The Black Vortex Omega' | 128 páginas | Diciembre de 2015    | 978-0785198437 |

### Volumen 4
| Título                                                   | Material recogido                     | Páginas     | Fecha de publicación | ISBN           |
| -------------------------------------------------------- | ------------------------------------- | ----------- | -------------------- | -------------- |
| Guardians of the Galaxy: New Guard Vol. 1: Emperor Quill | Guardians of the Galaxy Vol. 4 #1-5   | 112 páginas | Mayo de 2016         | 978-0785195184 |
| Guardians of the Galaxy: New Guard Vol. 2: Wanted        | Guardians of the Galaxy Vol. 4 #6-10  | 136 páginas | Noviembre de 2016    | 978-0785195191 |
| Guardians of the Galaxy: New Guard Vol. 3: Civil War II  | Guardians of the Galaxy Vol. 4 #11-14 | 112 páginas | Febrero de 2017      | 978-1302903015 |
| Guardians of the Galaxy: New Guard Vol. 4: Grounded      | Guardians of the Galaxy Vol. 4 #15-19 | 136 páginas | Octubre de 2017      | 978-1302906702 |

### Guardianes del Infinito
| Título                                         | Material recogido                        | Páginas     | Fecha de publicación | ISBN           |
| ---------------------------------------------- | ---------------------------------------- | ----------- | -------------------- | -------------- |
| Guardians of the Galaxy: Guardians of Infinity | Guardians of Infinity #1-8 (historias A) | 136 páginas | Agosto de 2016       | 978-0785195870 |
| Guardians of the Galaxy: Tales of the Cosmos   | Guardians of Infinity #1-8 (historias B) | 136 páginas | Agosto de 2016       | 978-0785195887 |

### Cubiertas rígidas de gran tamaño
| Título                                                          | Material recogido | Páginas | Fecha de publicación     | ISBN           |
| --------------------------------------------------------------- | --- | ------- | ------------------------ | -------------- |
| Guardians of the Galaxy by Abnett & Lanning Omnibus             | Guardians of the Galaxy Vol. 2 #1-25, The Thanos Imperative: Ignition, The Thanos Imperative #1-6, The Thanos Imperative: Devastation, and material from Annihilators #1-4, Annihilators: Earthfall #1-4 (Rocket Raccoon & Groot stories)                                       | 936     | 17 de mayo de 2016       | 978-0785198345 |
| Guardians of the Galaxy, Volume 1                               | Guardians of the Galaxy Vol. 3 #0.1, 1-10; Guardians of the Galaxy: Tomorrow 's Avengers #1 | 312     | 19 de mayo de 2015       | 978-0785194002 |
| Guardians of the Galaxy, Volume 2                               | Guardians of the Galaxy Vol. 3 #11-17; All-New X-Men #22-24; Free Comic Book Day 2014: Guardians of the Galaxy #1 | 264     | 19 de enero de 2016      | 978-0785198246 |
| Guardians of the Galaxy, Volume 3                               | Guardians of the Galaxy Vol. 3 #18-27; Annual #1 | 272     | 20 de septiembre de 2016 | 978-1302900083 |
| Guardians of the Galaxy & X-Men: The Black Vortex               | Guardians of the Galaxy & X-Men: The Black Vortex Alpha #1; Guardians of the Galaxy Vol. 3 #24-25; Legendary Star-Lord #9-11; All-New X-Men #38-39; Guardians Team-Up #2; Nova #28; Cyclops #12; Captain Marvel #14; Guardians of the Galaxy & X-Men: The Black Vortex Omega #1 | 312     | 14 de julio de 2015      | 978-0785197706 |
| Guardians of the Galaxy by Brian Michael Bendis, Vol. 1 Omnibus | Avengers Assemble #1-8; Guardians of the Galaxy Vol. 3 #0.1, 1-27, Annual #1; Guardians of the Galaxy: Tomorrow's Avengers #1; All-New X-Men #22-24; Free Comic Book Day 2014: Guardians of the Galaxy #1; Guardians of Knowhere #1-4                                           | 1168    | 20 de diciembre de 2016  | 978-1302900274 |

## Otras versiones

### 1602
Durante la historia de Secret Wars en el dominio de King James 'England (que se basa en la realidad de Marvel 1602), los Guardianes de la Galaxia tienen una contraparte aquí llamada Gardiner's Men. Son una compañía de intérpretes que consta de Madam Gomorrah, Peadar O'Cuill, Arthur Dubhghlas, Goodman Root, y Aroughcun Raccoon. Angela se hizo amiga de ellos cuando ayudó a luchar contra las bestias que los atacaban.

## En otros medios

### Televisión
- Los Guardianes de la Galaxia son mencionados por Dark Surfer en el episodio de la serie animada The Super Hero Squad Show, episodio: "When Strikes de Surfer".
- Los Guardianes de la Galaxia aparecen en el episodio de la serie animada Los Vengadores: Los Héroes más poderosos del planeta, capítulo: "Michael Korvac". En esta adaptación, el equipo está formado por Star-Lord, Rocket Raccoon, Groot, Quasar y Adam Warlock. Llegaron a la Tierra donde persiguieron a Korvac. Luchan contra los Vengadores, que piensan que Korvac es una víctima perseguida, y más tarde se unen a ellos para derrotar a Korvac.
- Los Guardianes de la Galaxia aparecen en el episodio de la serie animada Ultimate Spider-Man:
  - En la segunda temporada, episodio 17: "Guardianes de la Galaxia", el equipo está formado por Star-Lord, Rocket Raccoon, Gamora, Groot y Drax el Destructor. Los Guardianes de la Galaxia fueron los encargados de entrenar a Nova. Rocket Raccoon llama a Nova y Spider-Man para ayudar a los Guardianes de la Galaxia a luchar contra los Chitauri, dirigidos por Korvac.
  - En la tercera temporada, episodio 13: "El Regreso de los Guardianes de la Galaxia", los Guardianes llegan a la Tierra para reparar su nave en el momento cuando Titus estaba llevando a los Chitauri en reclamar el casco de Nova. Después de que los Guardianes reparan su nave, ayudaron a Nova y Spider-Man en luchar contra Titus y los Chitauri. Después que Titus fue derrotado, incluso cuando llega S.H.I.E.L.D., los Guardianes de la Galaxia se llevan a Titus en su custodia, mientras que los Chitauri restantes escapan.
- También aparecen en la serie de Avengers Assemble. El equipo está formado por Star-Lord, Rocket Raccoon, Gamora, Groot y Drax el Destructor. Sus primeros actores de diseño y voz se basaron en su aparición en Ultimate Spider-Man (que se basó más en los cómics), mientras que su aparición posterior cambió su diseño y actores de voz para reflejar su próxima serie animada (que se basó más en la película).
  - En la primera temporada, episodio 22: "Guardianes y Caballeros del Espacio", los Vengadores tuvieron que lidiar con los Guardianes de la Galaxia en el momento en que Galactus fue conducido al planeta D'Bari por Iron Man.(que estaba bajo el poder del Poder Cósmico) para consumirlo en lugar de la Tierra, lo que provocó que el D'Bari se evacuara. Hubo una mención por parte de los Guardianes de la Galaxia de que la mayoría de los planetas habitados tienen un "Plan de Contingencia de Galactus" donde Star-Lord se sorprende de que la Tierra no tenga uno. A pesar de que los Vengadores y los Guardianes lo pasaron mal, luego se dieron cuenta de que Iron Man llevó a Galactus al planeta D'Bari porque se había vuelto inestable donde la explosión había destruido a Galactus. Después de que el D'Bari encontró otro planeta para establecerse, Capitán América le dice a Star-Lord que espera que sus caminos nunca se crucen de nuevo.
  - En la segunda temporada, episodio 12, "Widow Escapa", Star-Lord y Rocket Raccoon intentan que los Vengadores dejen que las Gemas del Infinito queden bajo su custodia solo para que sean rechazadas por Tony Stark. Cuando los Guardianes de la Galaxia llegan para reclamar las Gemas Infinitas de Black Widow y Thor, Star-Lord y Rocket Raccoon declararon que su viaje a Asgard servía como un faro donde se enumeraban el Spartax, los Sakaarans y los Celestiales como ejemplos de ellos. que quieren las Gemas Infinitas. Los Vengadores terminan peleando con los Guardianes incluso cuando Black Widow tuvo la visión de que los Guardianes de la Galaxia caerían bajo la influencia de las Gemas Infinitas. Usando discos especiales de teletransportación, Falcon teletransporta a los Guardianes a su nave. Si bien su aparición antes de Widow Escapa se basaba más en sus homólogos cómicos, se rediseñaron para parecerse más a sus versiones cinematográficas y también cambiaron los actores de voz a los que les expresaron en su próxima serie animada. En el episodio 13, "Thanos Victorioso", llegan para apresar a Thanos.
- Aparecen en la nueva serie de Hulk and the Agents of S.M.A.S.H.: 
  - En la primera temporada, salen en el episodio 23: "Un Golpe Maravilloso", luego de estar con los Hulks, al ser atrapados en una ilusión virtual a manos del Coleccionista.
  - En la segunda temporada, aparecen en el episodio 4, "Guardianes de la Galaxia", los Agentes de S.M.A.S.H. se topan con los Guardianes de la Galaxia cuando se encuentran con una parcela del Super-Skrull para crear Skrulls accionados con gamma en un planeta sin nombre y en el episodio 26, "Planeta Monstruo, Parte 2", los Guardianes de la Galaxia se encuentran entre los superhéroes que ayudan a los Agentes de S.M.A.S.H. y los Vengadores a luchar contra las fuerzas de la Inteligencia Suprema.
- En 2014 se confirmó una serie animada televisiva Guardianes de la Galaxia basada en la Cronología de la película y se desarrolla después de esta, se estrenó en 2015.[61]
- Los Guardianes de la Galaxia aparecen en la serie animada Spider-Man en un crossover de dos partes.
- Los Guardianes de la Galaxia aparecen en Lego Marvel Super Heroes - Guardianes de la Galaxia: La Amenaza de Thanos.[62]
- The Guardians of the Galaxy Holiday Special (2022) es un especial original lanzado en Disney+ y trata sobre como los Guardianes van a La Tierra en busca de un regalo navideño para Peter Quill. Cosmo el perro espacial también se revela como un nuevo miembro del equipo.

### Cine
- Una película de acción real 3D, basada en el cómic y titulada Guardianes de la Galaxia, se estrenó en agosto de 2014. Fue dirigida por James Gunn, y protagonizada por Chris Pratt como Star-Lord, Zoe Saldaña como Gamora, Dave Bautista como Drax el Destructor, Bradley Cooper como la voz de Rocket Raccoon y Vin Diesel como la voz de Groot. La película también presenta a Josh Brolin como Thanos. La filmación comenzó en junio de 2013.
- La secuela, Guardianes de la Galaxia vol. 2.,[63] se realizó el 5 de mayo de 2017.[64] El equipo se ha expandido con las incorporaciones de Yondu Udonta, Nebula y Mantis uniéndose a sus filas; interpretado por Michael Rooker, Karen Gillan y Pom Klementieff, respectivamente. Aunque Yondu y Nebula aparecieron en la primera película como antagonistas menores, se unieron al equipo de héroes en su lucha contra Ego el Planeta Viviente. El personaje de Sean Gunn como Kraglin, también ayuda al equipo en la confrontación final.
- En 2018, los Guardianes de la Galaxia aparecen en Avengers: Infinity War, estando los mismos personajes: Chris Pratt como Star-Lord, Zoe Saldaña como Gamora, Dave Bautista como Drax el Destructor, Bradley Cooper como Rocket Raccoon, Vin Diesel como la voz de Groot Adolescente y Pom Klementieff como Mantis. En respuesta a una llamada de auxilio de la nave refugiado de Asgardianos, los Guardianes llegan para encontrar la nave destrozada después de que Thanos lo destruyó al recuperar la Gema del Espacio. Después de que el Milano literalmente choca contra Thor, Rocket y Groot lo acompañan para obtener un arma capaz de matar a Thanos mientras Peter, Drax, Gamora y Mantis viajan a Knowhere para recuperar la Gema de la Realidad. Sin embargo, llegan demasiado tarde para detener a Thanos, que ha reclamado la Gemade la Realidad y captura a Gamora para que pueda llevarlo a la Gema del Alma, dejando a Peter, Drax y Mantis para viajar a Titán para enfrentarse a Thanos. Una vez en Titán, se encuentran con Iron Man, Spider-Man y Doctor Strange. Strange fue capturado previamente por uno de los acólitos de Thanos para intentar reclamar la piedra del tiempo pero Stark y Parker infiltraron la nave e intentan una estrategia de ataque compleja para derrotar a Thanos y adquirir el Guante. El plan casi tiene éxito, pero cuando aparece Nebula y revela que Thanos sacrificó a Gamora para reclamar la Gema del Alma, el ataque de Quill a Thanos le da la oportunidad de escapar con la Gema del Tiempo. Thor, Groot y Rocket se unen a los Vengadores en la lucha contra las fuerzas de Thanos en la Tierra, pero cuando Thanos adquiere las seis Gemas Infinitas, los Guardianes: Star-Lord, Drax, Mantis y Groot están entre sus víctimas. Rocket (en la Tierra con los Vengadores) y Nebula (en Titan con Stark) son los sobrevivientes restantes del equipo.
- En el 2018, solo un miembro de los Guardianes de la Galaxia aparece en la película Ralph Breaks the Internet, en la película aparece bebé Groot que es nuevamente interpretada por Vin Diesel como una aparición en la película donde la protagonista Vanellope Von Schweetz bloquea la consulta de Groot en el sitio Oh My Disney!, luego de ser una ventana emergente del video del protagonista, Ralph el demoledor.
- En el 2019, los Guardianes de la Galaxia regresan en Avengers: Endgame.[65] Rocket y Thor viajan de regreso a Asgard en 2013 para recibir la Gema de la Realidad de Jane Foster, mientras que en la versión de 2014 de Morag, Nebula y Rhodes roban la Gema de Poder y Rhodes se va, mientras que Nebula se queda atrás porque no puede después de que sus implantes cibernéticos interactúen con los de su auto de 2014. Star-Lord, Drax, Mantis y Groot se encuentran entre la mitad de la población mundial que Bruce Banner utiliza para revivir con el Guantelete del Infinito, mientras que la antigua yo de Nebula usa la máquina del tiempo para teletransportar a Thanos y su nave desde el pasado hasta el presente. La Nebula actual convence a la Gamora del 2014 de que se vuelva en contra de Thanos, matando a su yo del pasado en el proceso. Después de la derrota de Thanos, Thor renuncia a su puesto como Rey de Nueva Asgard (un pequeño pueblo pesquero donde los asgardianos restantes se refugiaron al llegar a la Tierra), nombrando a Valquiria la reina de Nueva Asgard y se une a los Guardianes junto a Nebula de nuevo para ayudarles a buscar a la Gamora del pasado.
- Los Guardianes de la Galaxia aparecen en Thor: Love and Thunder, ayudando a Thor en varias aventuras. Después de que el grupo salva un planeta cuyos dioses han sido asesinados por Gorr, Thor y Korg se separan de los Guardianes para derrotar al Carnicero de Dios. Antes de partir, Star-Lord le da a Thor el consejo de que se le debe permitir sentir el dolor de perder a sus seres queridos en lugar de no sentir nada y mantener a todos a distancia.[66]
- La tercera entrega live-action, Guardianes de la Galaxia vol. 3 fue estrenada en 2023.[67] Los mismos personajes del grupo son Star-Lord, Drax, Mantis, Nebula, Rocket, Groot y Gamora del 2014. Los Guardianes continúan luchando contra amenazas como Adam Warlock (antes de que Warlock cambie de opinión y se una a los Guardianes) y el Alto Evolucionador. Después al final, los Guardianes se disuelven y el equipo se reconstituye con nuevos miembros, liderados por Rocket, junto con Groot, Cosmo, Kraglin, Warlock, Phyla y Blurp.

### Videojuegos
- Rocket Raccoon aparece en Ultimate Marvel vs. Capcom 3 como un personaje jugable.
- Los Guardianes de la Galaxia aparecen en el MMORPG, Marvel Heroes.
- Los Guardianes de la Galaxia aparecen en Lego Marvel Super Heroes. El equipo consiste en Groot, Rocket Raccoon, Drax el Destructor, Gamora y Star-Lord. El logro Guardianes de la Galaxia del juego también considera a Ronan el Acusador y Nova como miembros del equipo.
- Los Guardianes de la Galaxia apareció en Marvel: Avengers Alliance.
- Star-Lord, Drax, Gamora, Rocket, Groot aparecen como personajes jugables en Disney Infinity: Marvel Super Heroes.
- Rocket Raccoon y Gamora aparecen como personajes jugables en Marvel vs. Capcom: Infinite. Groot aparece como parte del moveset de Rocket.
- Muchos personajes relacionados con los Guardianes se presentan en el juego móvil Marvel: Contest of Champions por Kabam como personajes jugables, incluyendo Star-Lord, Gamora, Drax, Rocket, Ronan, Groot, Angela, Yondu y Nebula.
- Los Guardianes de la Galaxia aparecen en Guardianes de la Galaxia: The Telltale Series.
- Star Lord, Gamora, Drax, Rocket Raccoon, Groot (como niño y adulto), Mantis, Yondu y Nebula aparecen en Lego Marvel Super Heroes 2.

### Juguetes
- Un paquete de tres Guardianes de la Galaxia para Marvel Universe 3 3/4 " incluye un Rocket Raccoon, Star-Lord, Drax y un Groot en miniatura. Los tres serán lanzados de nuevo individualmente como parte de la línea de juguetes Avengers Infinite.[68]
- Una figura de Drax y un Rocket Raccoon Build-A-Figure han sido lanzados con sus uniformes Guardian como parte de la línea Marvel Legends.
- Las versiones cinematográficas del equipo se lanzaron como parte de la línea de juguetes de Marvel Minimates en otoño de 2014.[69]
- Hot Toys lanzó las versiones en película de Guardians of the Galaxy 12 "(30 cm) a partir de enero de 2015 con Peter Quill, también conocido como Star-Lord, y seguirá con Rocket Racoon, Groot, Gamora y Drax en Q1 / Q2 2015.

### Parques temáticos
- Una atracción titulada Guardians of the Galaxy – Mission: BREAKOUT!, inaugurado en el parque Disney's California Adventure el 27 de mayo de 2017. Se trata de un rechazo de la antigua atracción de la Torre del Terror en The Twilight Zone, que utiliza la estructura y el sistema de conducción existentes.[70]
- Una atracción temática de los Guardianes de la Galaxia está programada para reemplazar el Universo de Energía en Epcot.[71]